# Volvo 200
Volvo 200 Series — серия автомобилей среднего класса, выпускавшихся шведской компанией Volvo Cars с 1974 по 1993 годы. Всего выпущено и продано около 2,8 млн автомобилей. Как и с предшественником, Volvo 140, дизайном автомобиля занимался Ян Вильсгард. Автомобили 200 серии некоторое время выпускалась параллельно с 700 серией, появившейся в 1982 году. По мере того как 240 модель оставалась достаточно популярной, на смену 260 пришла 700 серия, продаваемая вместе с 240 моделью в течение следующего десятилетия. 700 серия была заменена за год до прекращения выпуска 240 модели. Производство 200 серии закончилось в 1993 году, после почти 20 лет выпуска.

## История
Volvo 240 и 260 серий были представлены осенью 1974 года и первоначально были доступны в шести модификациях 240 серии (242L, 242DL, 242GT, 244DL, 244GL, 245L и 245DL) и двух вариантах 260 серии (264DL и 264GL). 240 серия была доступна в кузовах седан (с двумя или четырьмя дверями) или универсал, 260 же серия была доступна в кузовах купе (262C Bertone), четырёх-дверный седан или универсал. В целом, 200 серия выглядела так же, как ранние 140 и 164 серии, так как все они имеют общий кузов. Тем не менее, 200 серия включает в себя множество функций и элементов дизайна, испытанных на Volvo VESC в 1972 году, прототипе для экспериментов в области автомобильной безопасности. Общий уровень безопасности водителя и пассажиров в случае аварии был повышен за счёт увеличения передних и задних зон деформации кузова. Другим важным изменением были верхнеклапанные двигатели. На автомобили 260 серии также устанавливался двигатель V6 вместо рядного шестицилиндрового от 164 модели.
На автомобилях 200 серии спереди устанавливалась подвеска MacPherson, что позволило увеличить пространство моторного отсека, в то время как задняя подвеска была модифицированной версией подвески от 140-й серии. Рулевое управление значительно улучшилось с установкой рулевой рейки и усиления в качестве стандарта на модели 244GL, 264DL и 264GL, и были некоторые изменения, внесённые в тормозную систему (в частности, главный цилиндр).

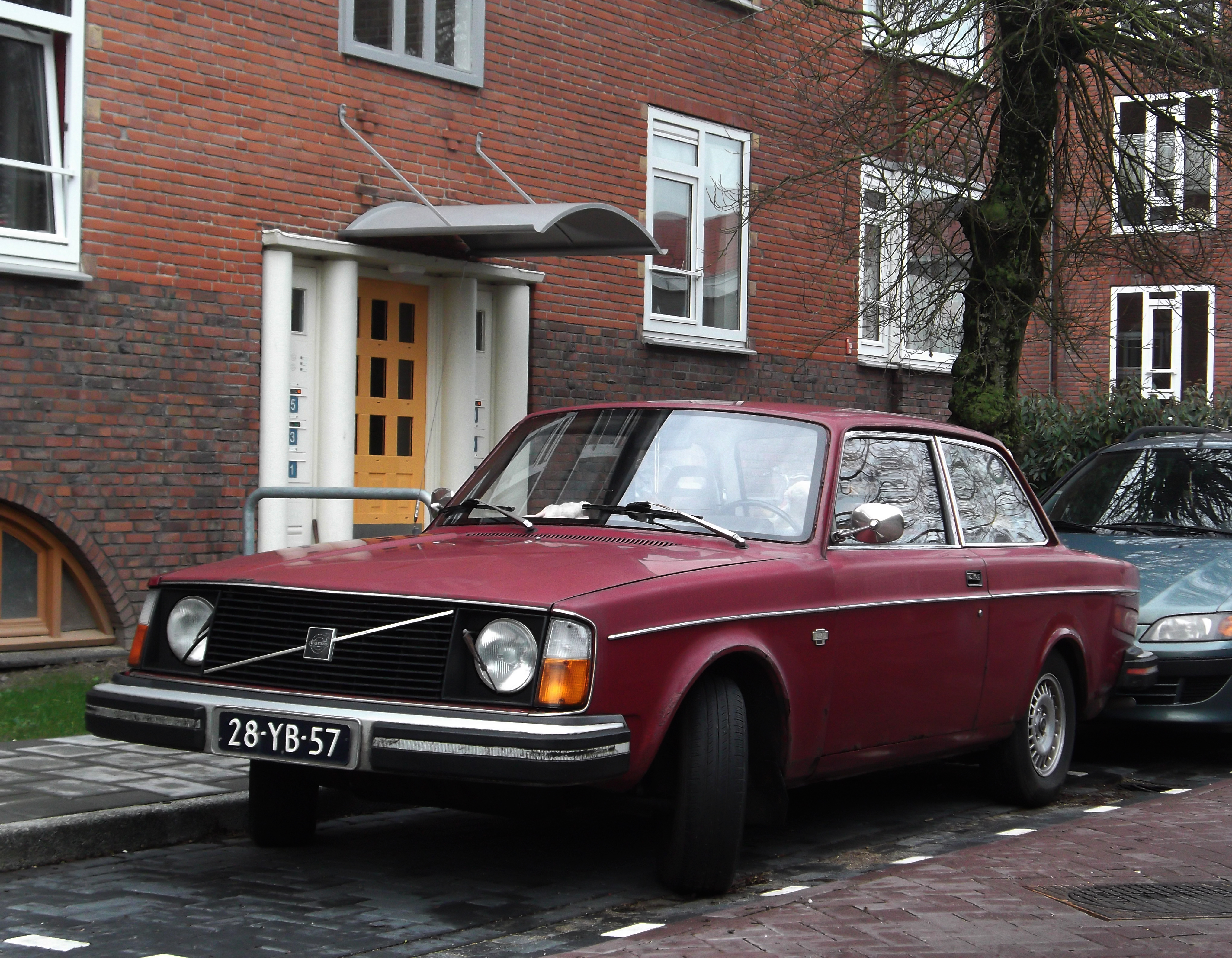
Международная версия, обладающая белыми стояночными огнями и большими фарами

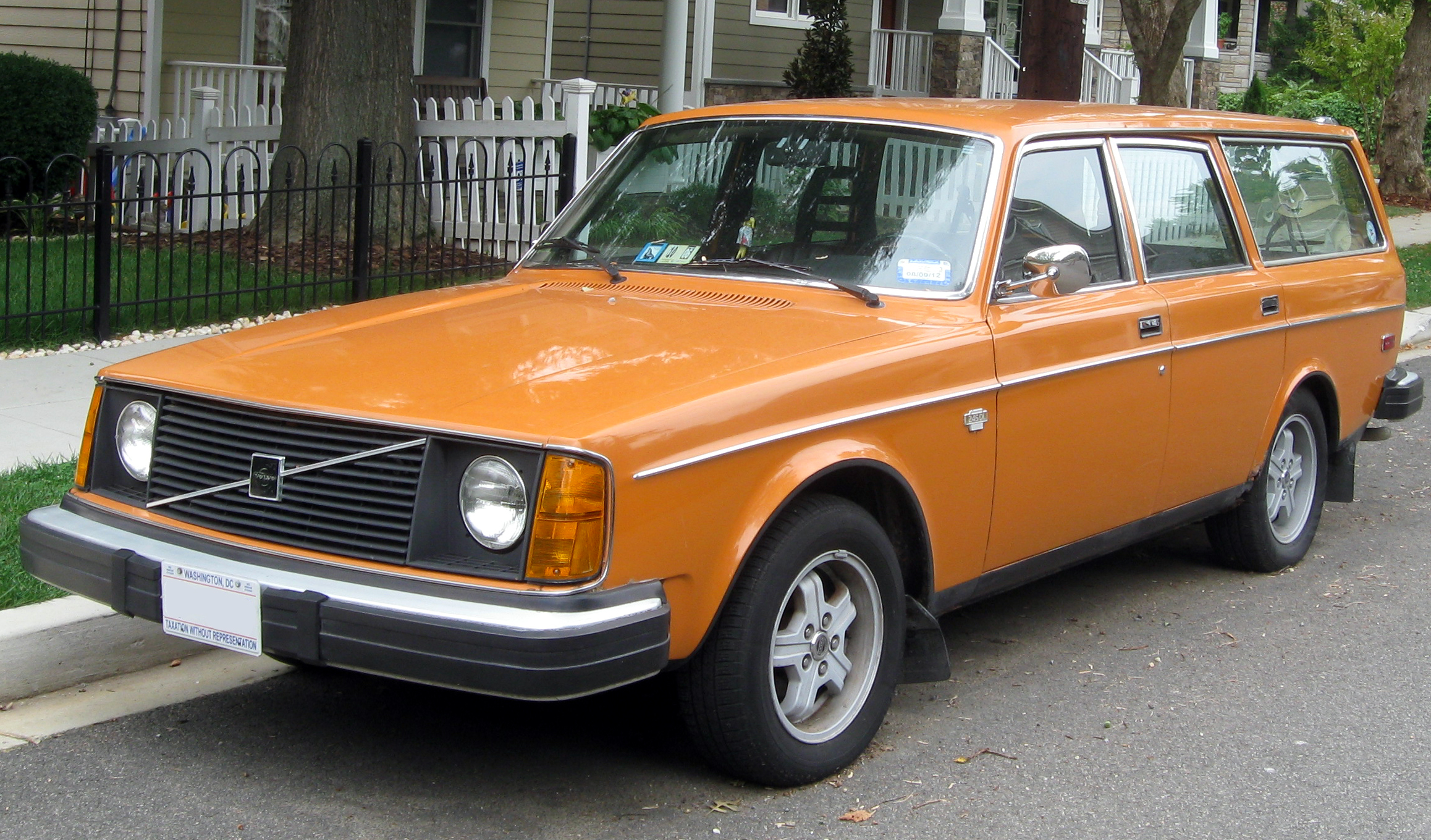
Североамериканская версия, обладающая боковыми фонарями

Передняя часть автомобиля также была полностью изменена, что более всего отличает 200 серию от ранних 140-й и 160-й серий. Кроме всех изменений, упомянутых выше, все эти серии почти идентичны, начиная с передних стоек и заканчивая задней частью автомобиля. Приборная панель была взята от моделей 140-й серии, но была изменена в 1981 году. Все модели были доступны с выбором четырёх-ступенчатой механической или трёх-ступенчатой автоматической трансмиссией. Повышенная передача была опцией на механической коробке на моделях 244GL. Опционально на моделях 264GL и 265GL была доступна пяти-ступенчатая механическая коробка передач.
Осенью 1975 года наряду с существующими вариантами стал доступен кузов универсал 265 DL. Он стал первым универсалом Volvo, оснащаемым шестицилиндровым двигателем. Примерно в это же время 200 серия претерпела некоторые технические изменения. Двигатель B20A исчез с большинства рынков, хотя местами он оставался в течение ещё двух лет. Выбор трансмиссии значительно улучшился, повышающая передача стала доступна в качестве опции на всех моделях, кроме базовых моделей 242L и 245L с механической трансмиссией. Как и раньше, трёх-ступенчатая автоматическая коробка была опциональной на всех моделях.
Нарастающие модернизации проводились почти ежегодно. Одним из главных усовершенствований стало введение лямбда-зонда в 1976 году, названный Lambda Sond и разработанный Volvo совместно с Bosch. Всё это позволило производить тонкую настройку топливо-воздушной смеси и, как следствие, успешно регулировать выбросы и экономить топливо.
В 1978 году модель подверглась ряду внешних изменений: радиаторная решётка получила хромированную окантовку, зеркала заднего вида вместо хромированных были заменены на пластиковые, передние сиденья были изменены.
Около одной трети всех проданных 240 моделей были универсалами, которые обладали очень большим грузовым отсеком объёмом 1,2 м³. Они могли оснащаться задними боковыми складными сидениями, что делало автомобиль семиместным. Эти дополнительные места имели трёх-точечные ремни безопасности, а кузов обладал усиленными полами, защищающими пассажиров в случае удара сзади.
Последние модели 200 серии были синими универсалами, выпущенными для Италии, и названые «Polar Italia», в настоящее время находятся в музее Volvo World.

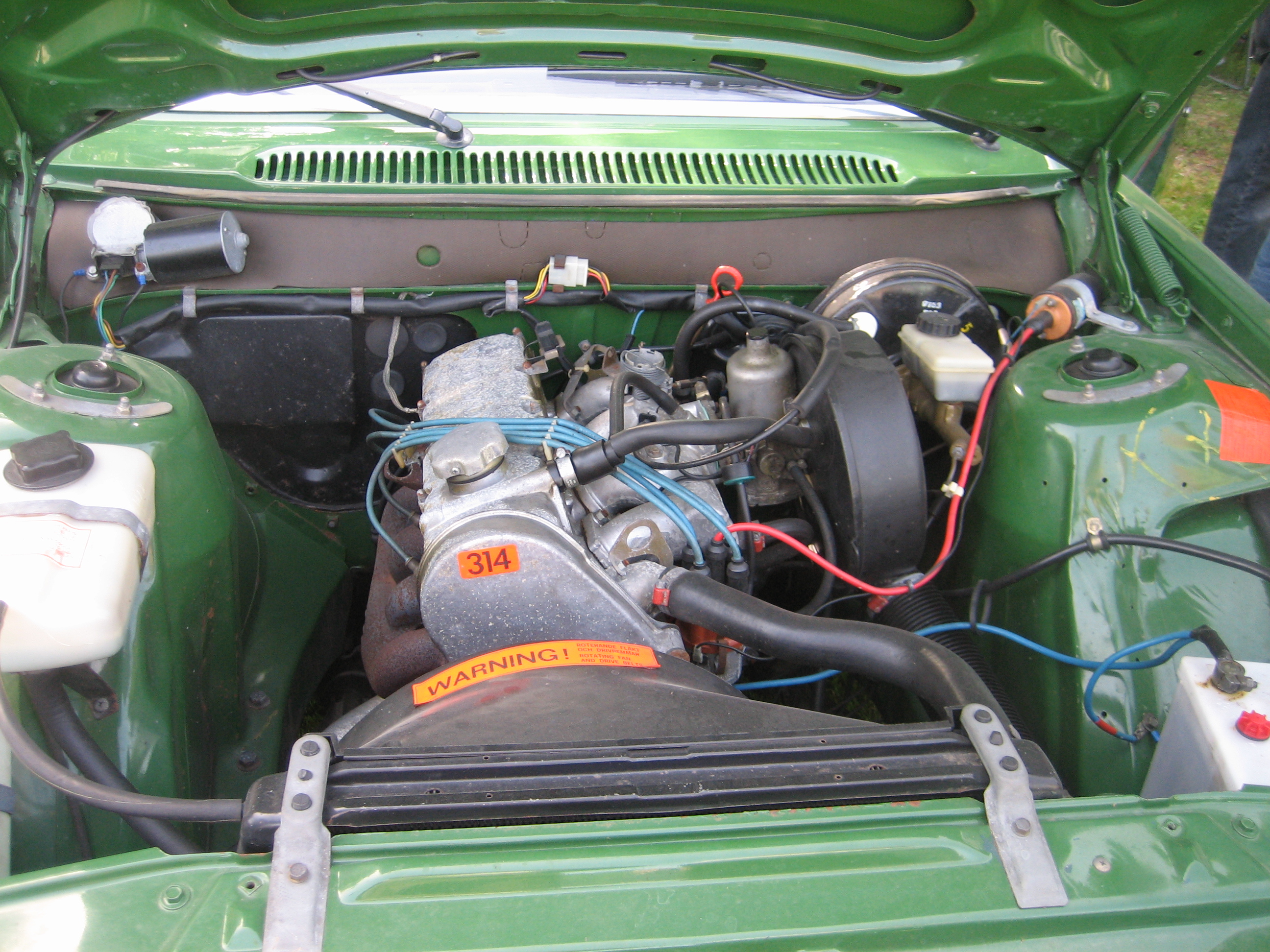
Карбюраторный двигатель B21A на 240 модели

## Двигатели
На автомобили Volvo 200 серии устанавливались три семейства двигателей. Большинство из 240 серии оснащались собственными четырёхцилиндровыми двигателями Volvo Redblock, объёмом 2,0-2,3 литра. Два двигателя, верхнеклапанный с толкателями и с распредвалом, были версиями Redblock, устанавливаемого на 240 серию. B20 использовался только в первые годы, и впоследствии был заменен на B19, меньшей по объёму версией B21. Мощность карбюраторных двигателей была увеличена в 1979 модельном году. Также были доступны двигатели V6, впервые на 260 серии, но также позже на версиях GLE и GLT серии 240. Известные как семейство двигателей PRV, они были разработаны в трёхстороннем партнерстве между Volvo, Peugeot и Renault, и устанавливались на автомобили 240 серии. В Греции и Израиле начиная с 1980 модельного года был доступен 1,8-литровый двигатель B17. Этот небольшой карбюраторный двигатель развивал 90 л. с. (66 кВт), и имел значительно более высокий расход топлива, нежели самый популярный турбо-мотор.
На 1974 год 240 серия сохранила четырёхцилиндровый двигатель B20A от 140 серии на определённых рынках, однако стал доступен и новый двигатель B21A в качестве опции на моделях 240 DL. Новый двигатель имел объём 2127 см³, четырёхцилиндровый чугунный блок и распределительный вал с ременным приводом. Карбюраторная версия двигателя развивала мощность 97 л. с. (71 кВт) на моделях 242DL, 244DL и 245DL, и версия с впрыском топлива — 123 л. с. (90 кВт) на модели 244GL.

## Особенности на разных рынках

### Для стран Европы и Австралии
- Крупный блок фар со стеклянными линзами, соответствующий международным стандартам освещения фар ЕЭК ООН;
- Поворотники располагались на крыльях в соответствии с европейскими техническими требованиями;
- Дневные ходовые огни, оснащённые двумя нитями накаливания, появились в середине 1970-х годов в Великобритании и странах Скандинавии;
- Белые габаритные огни (с белыми передними указателями поворота для итальянского рынка до 1977 года);
- Асферические зеркала заднего вида с 1980 модельного года;
- Дизельный двигатель выпускался (за исключением Австралии) с 1979 по 1993 год.

В 1980 году версии 240 GT и GLE перестали продаваться в большинстве стран, так же как и 265 GLE. В Великобритании и Австралии универсал 265 GLE был доступен до 1985 года (после чего продавался как 260). Новая модель GLT, пришедшая на смену GT и GLE, имела двигатель 2,3 л. от версии GT (140 л. с.; 103 кВт) с инжекторным впрыском топлива и механической коробкой передач (только седан) или 2,7-литровым двигателем V6 (260 л. с.; 104 кВт) с механической коробкой передач (седан и универсал). С автоматической коробкой передач этот двигатель был значительно слабее (141 л. с.; 104 кВт).

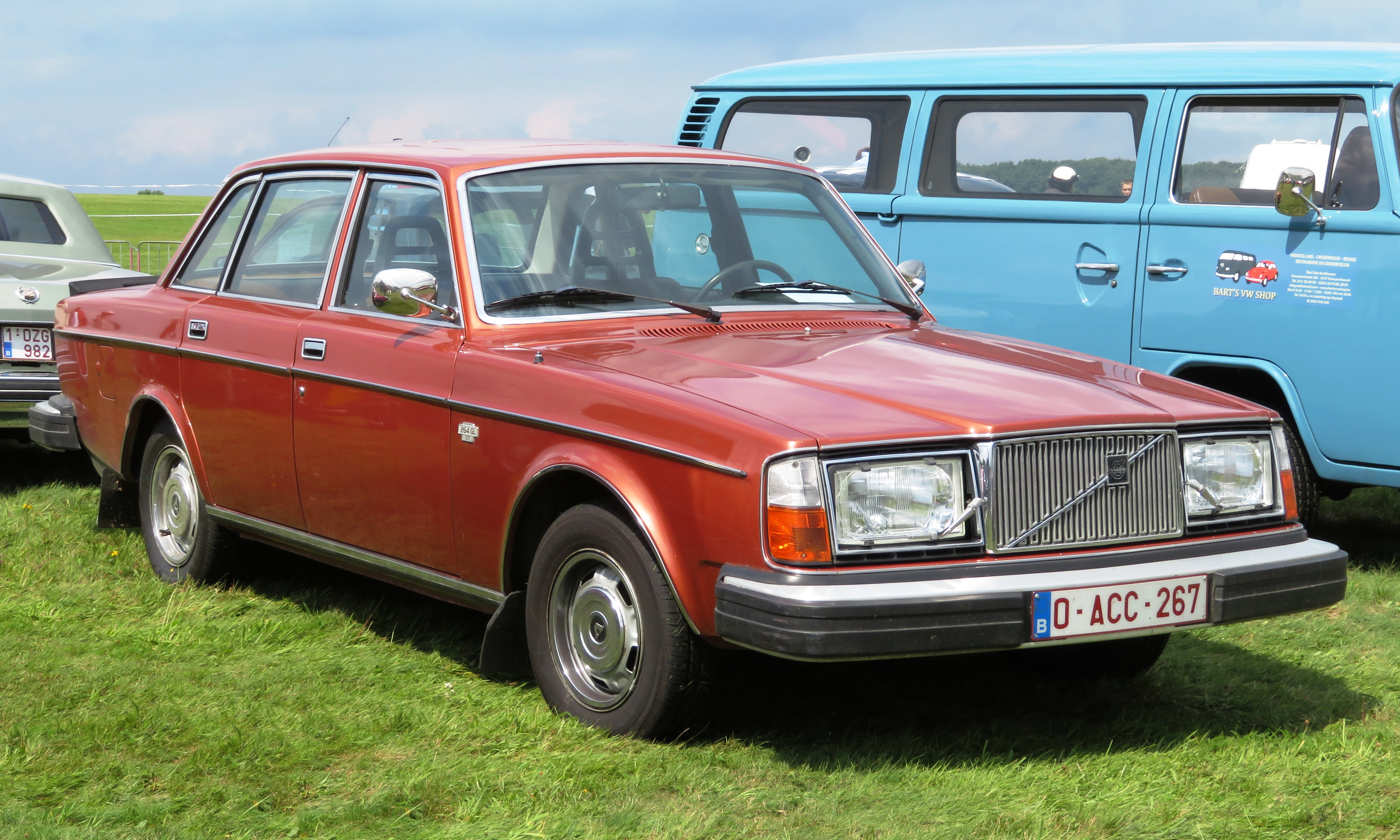
Седан 264 GL европейской версии 1975—1980 годов выпуска
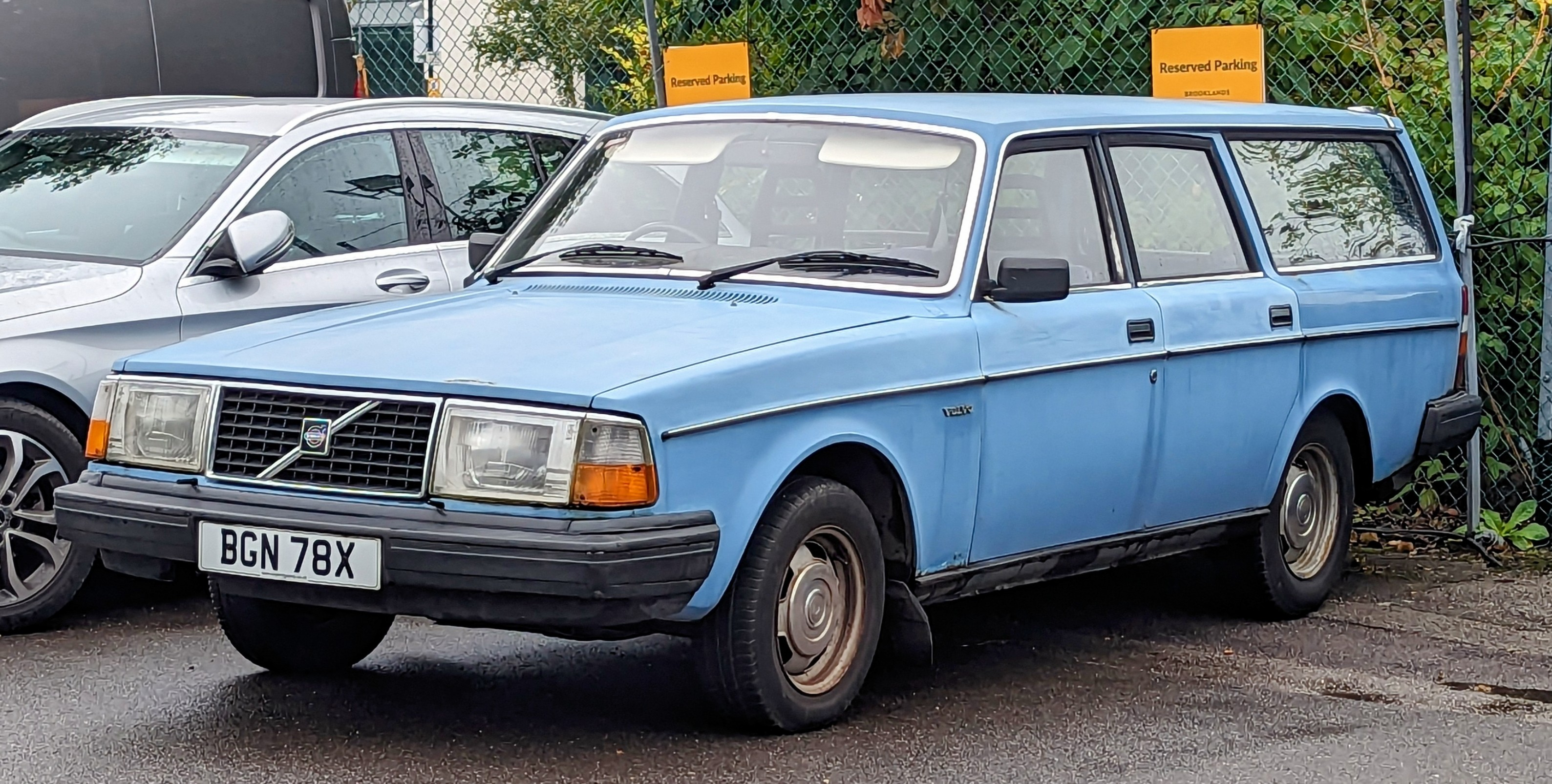
Универсал 245 GL
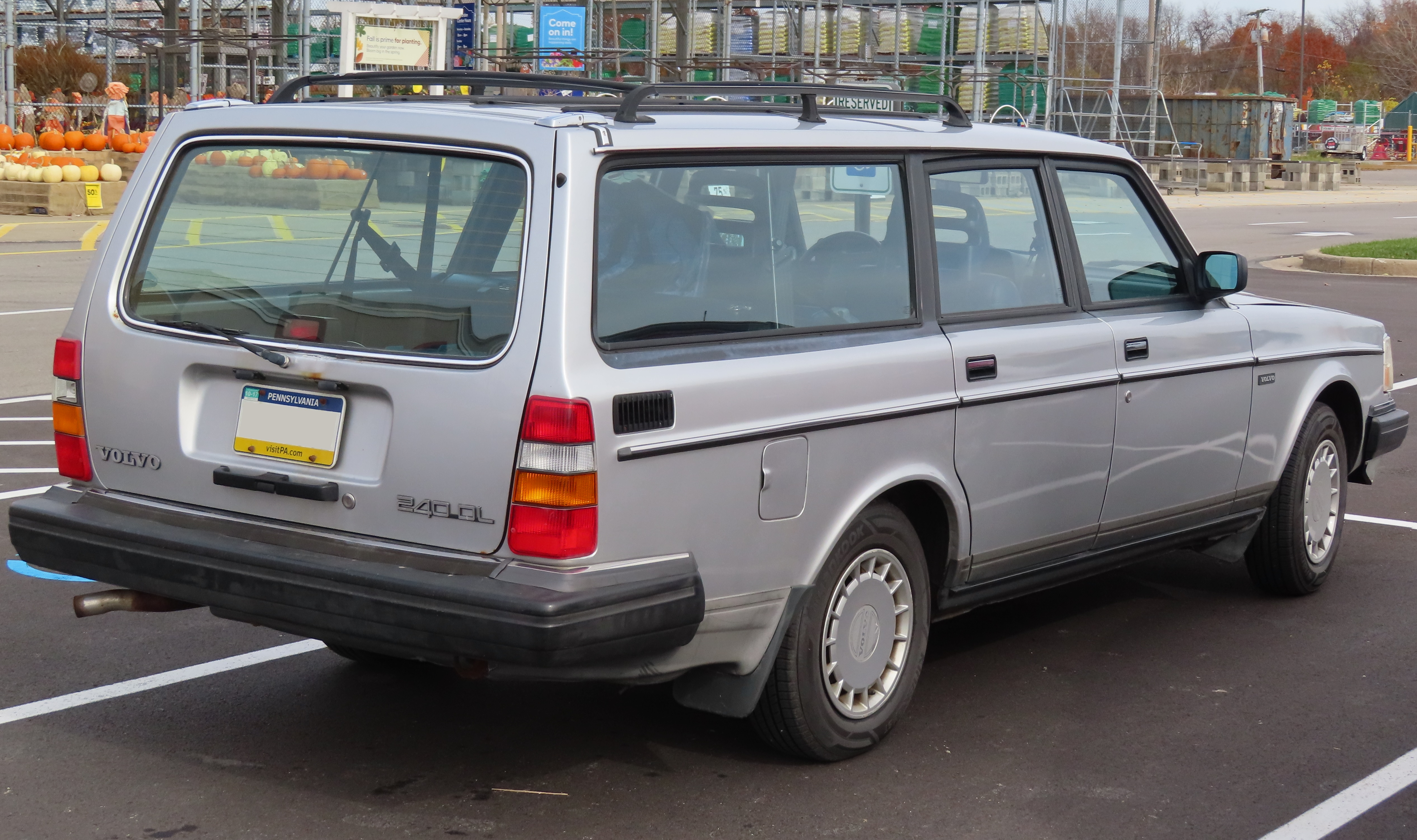
Универсал. Вид сзади
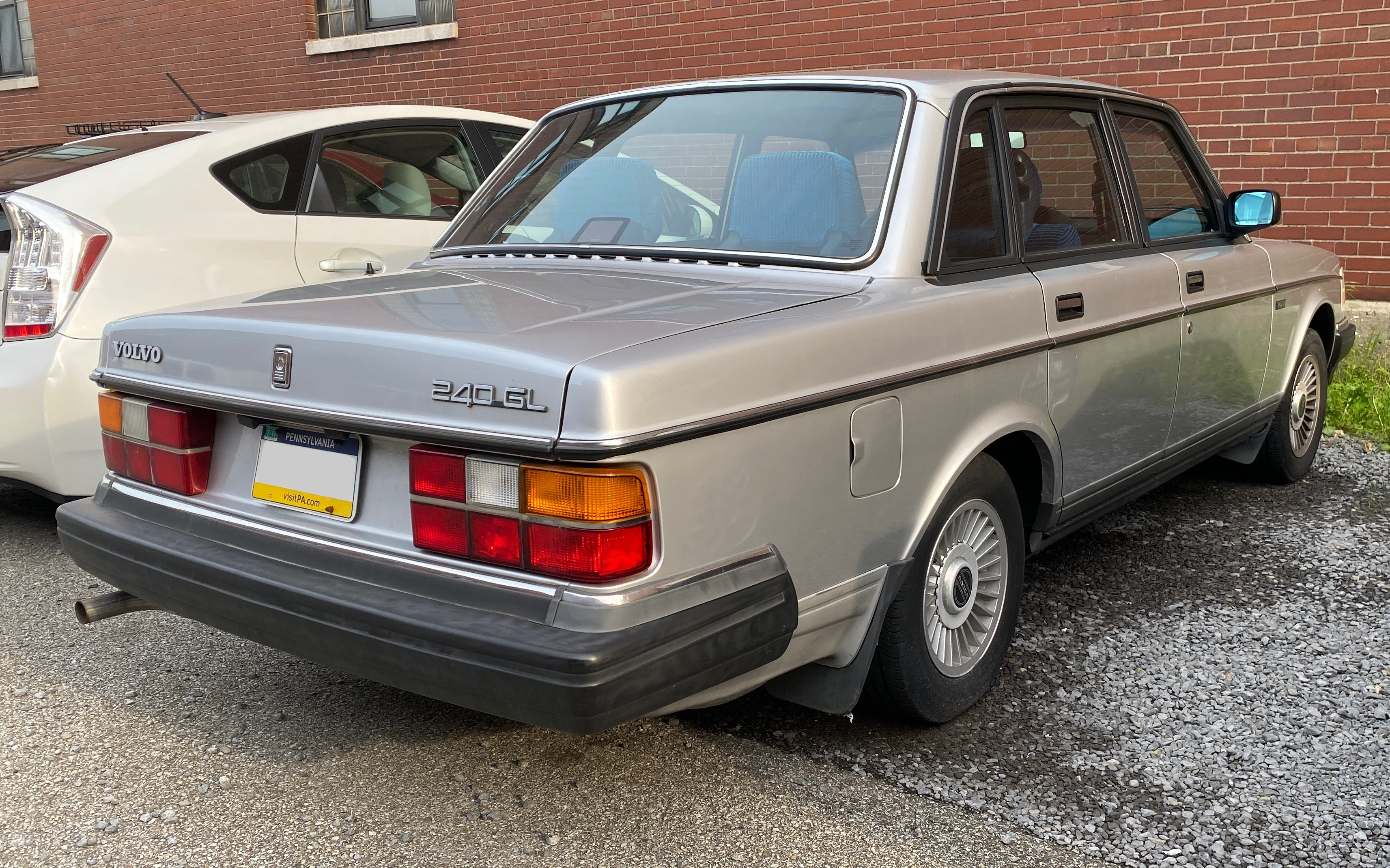
Седан 244 GL. Вид сзади
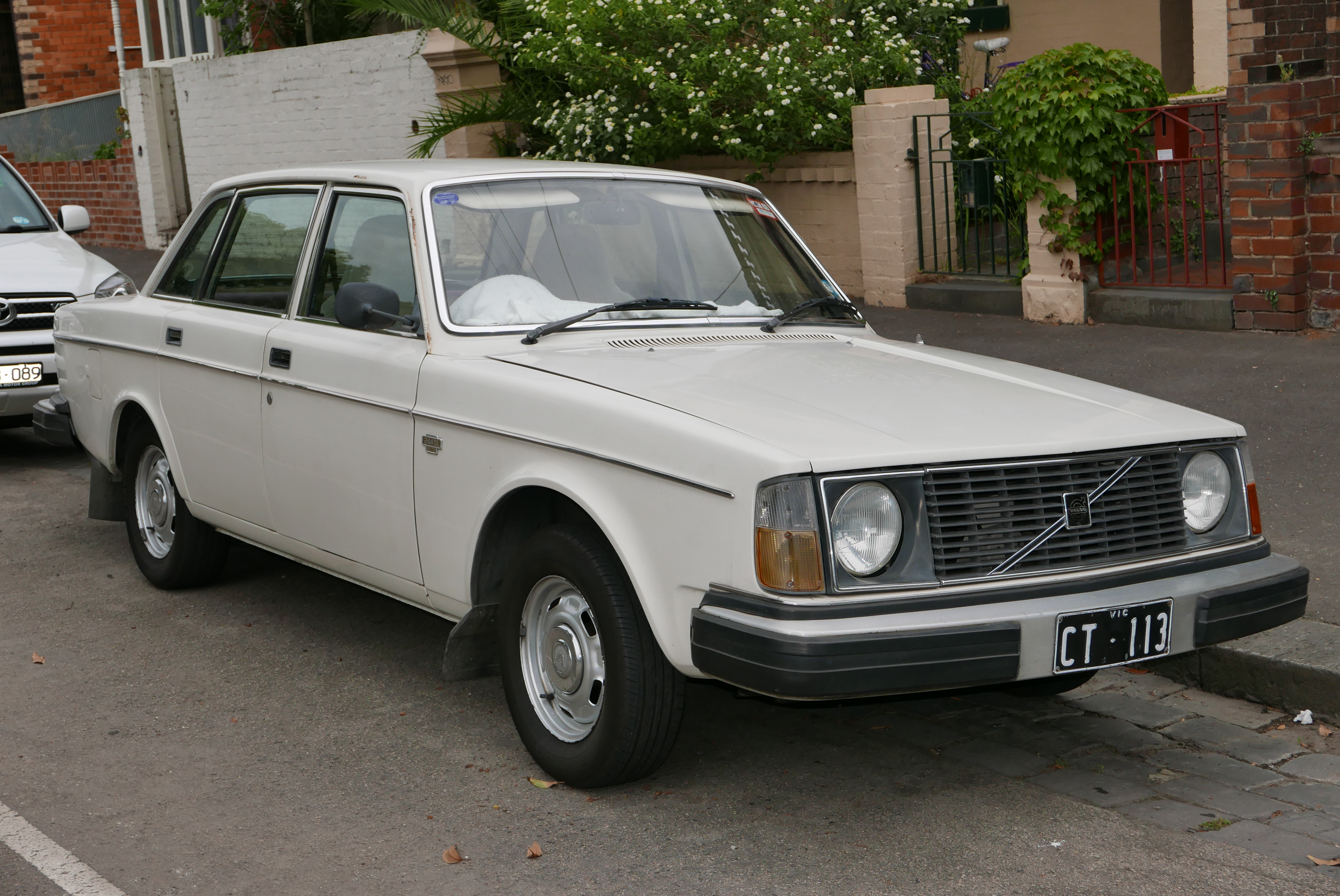
Версия с круглыми фарами

### Для стран Северной Америки
Наиболее характерным отличием американских версий является то, что светотехника соответствует требованиям по безопасности в США. А именно:
- Блок со встроенными лампами-фарами;
- Передние и задние боковые поворотники, встроенные в передние и задние габаритные фонари;
- Задние противотуманные фары.

К другим особенностям можно отнести:
- Шкалы спидометра и одометра подписаны в милях;
- Стеклоочистители фар отсутствуют (отверстия стеклоочистителей под фарами закрыты резиновыми заглушками);

Уже в 1981 году универсал серии 260 был снят с производства, однако модельный ряд пополнился комплектациями GLT и GLT Turbo. В 1984 году дизельный двигатель был снят с производства, в моторной гамме остались только бензиновые ДВС.

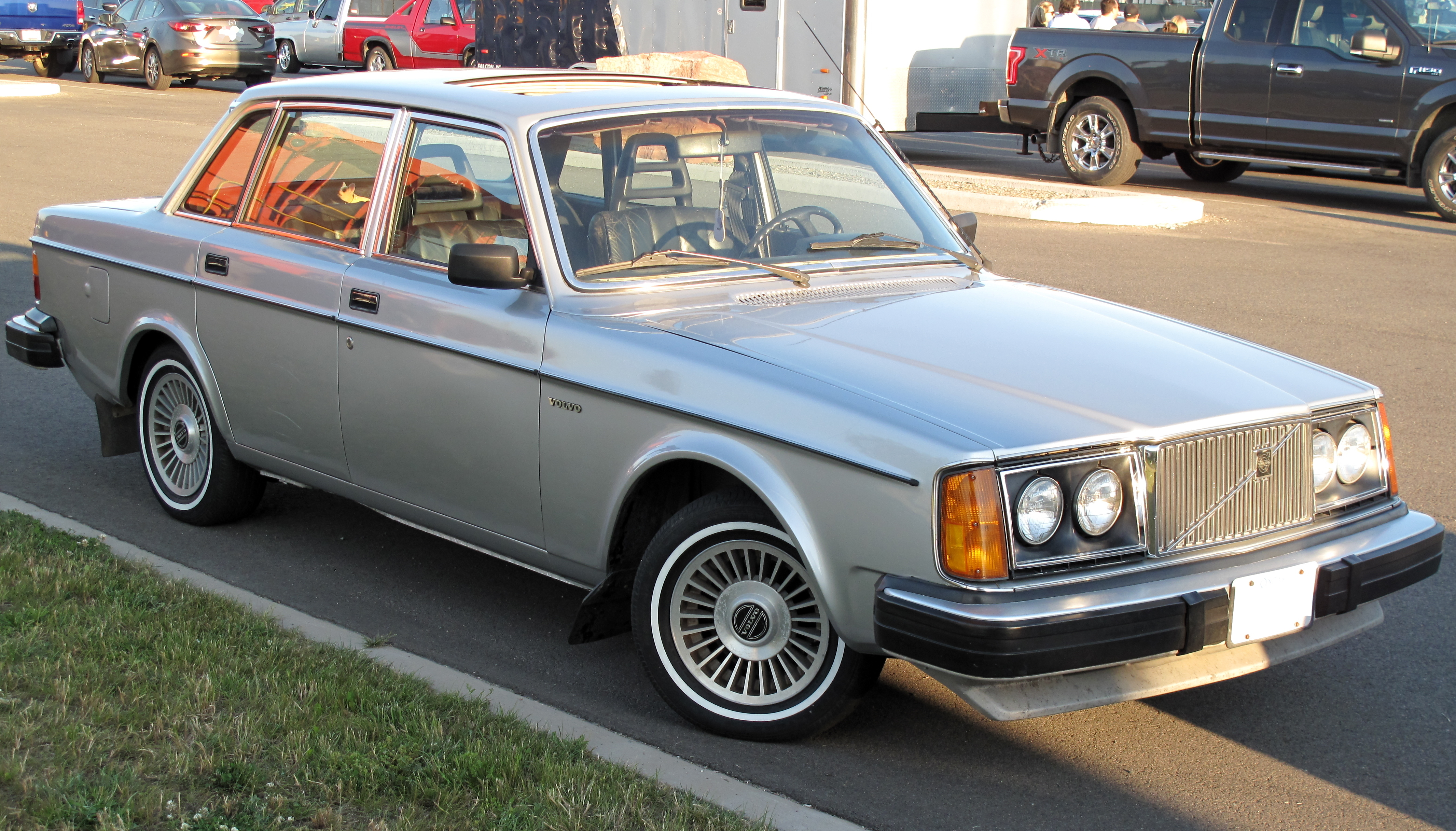
Volvo 244 GL 1979 года канадской сборки
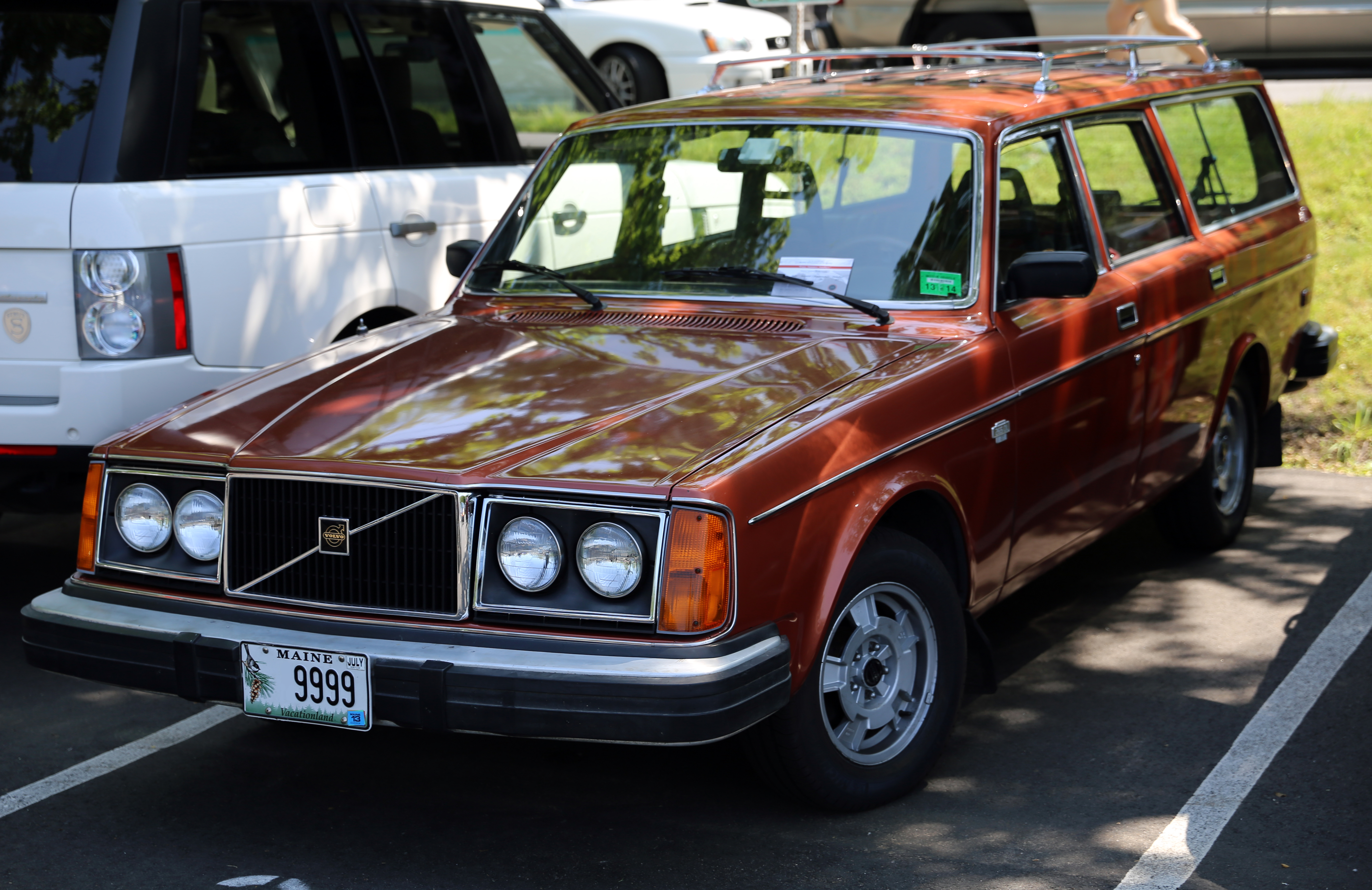
Универсал 265 DL с четырьмя круглыми фарами
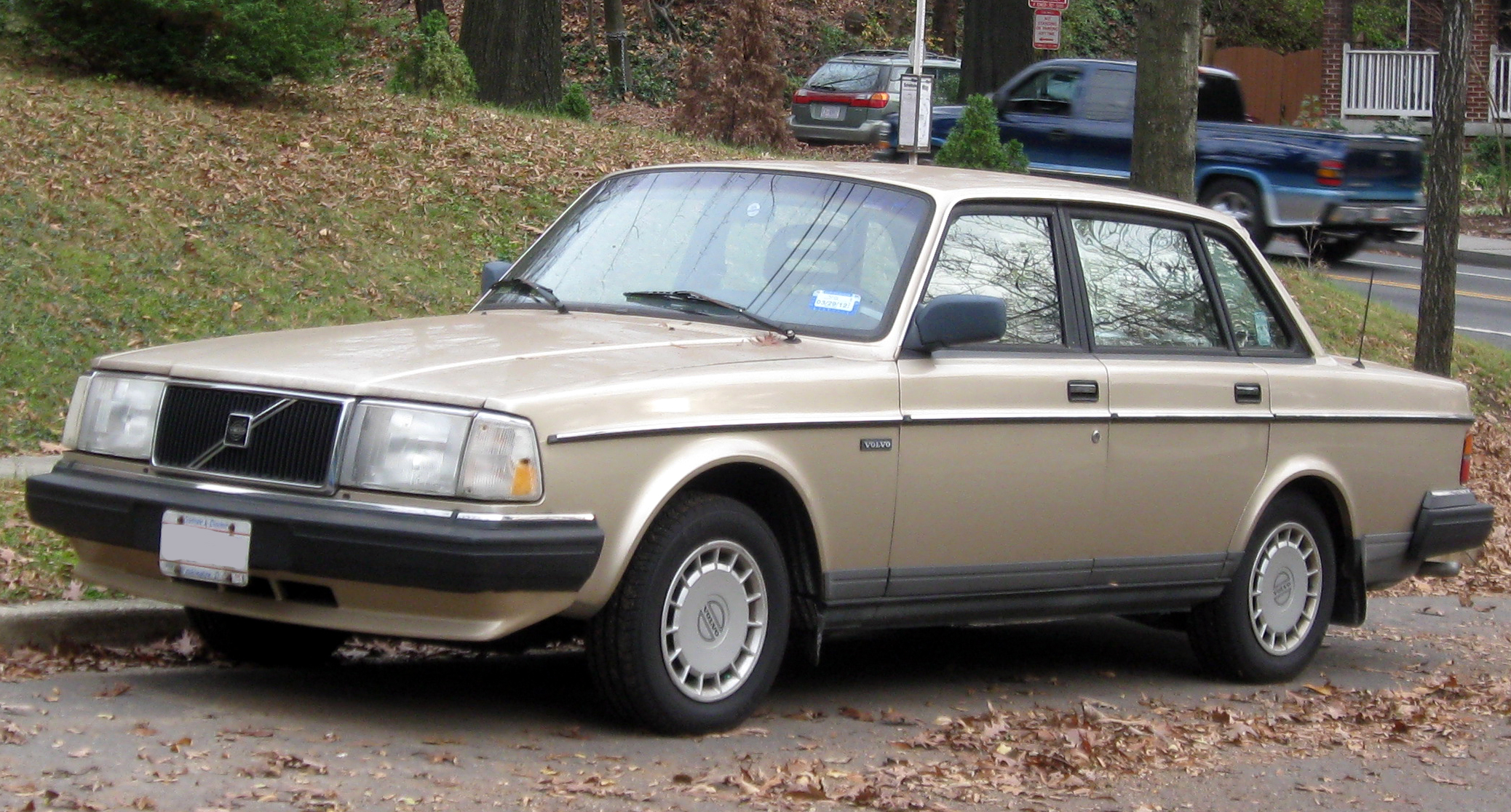
Более поздняя версия с квадратными фарами

## Наименования моделей
Серия 240 
- 244 — четырёхдверный седан с разной передней и задней оптикой (1974—1993).
- 242 — двухдверный седан с разными вариантами передней оптики (круглой и прямоугольной), есть модификация GT (1978—1981).
- 245 — универсалы на базе 240 и 244 (1975—1993).

 Серия 260 
- 262 — купе (1977—1978)
- 263 — двухдверный хетчбэк (по крайней мере 1 экземпляр есть в музее VOLVO[10] в Гётеборге).
- 264 — седан (1980—1982)
- 265 — универсал (1978—1982)

## Редкие версии

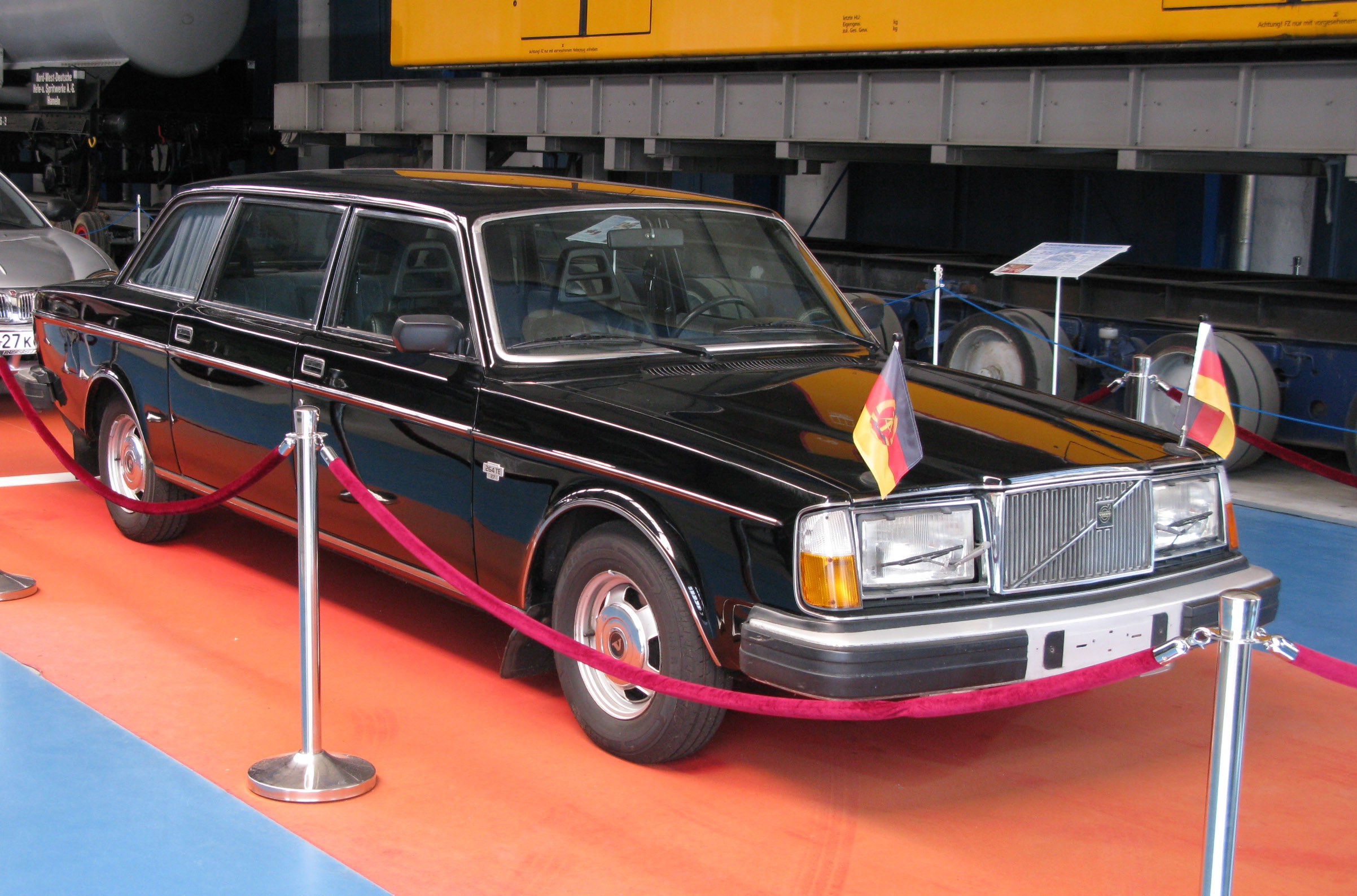
Лимузин Volvo 264 TE для партийной элиты ГДР

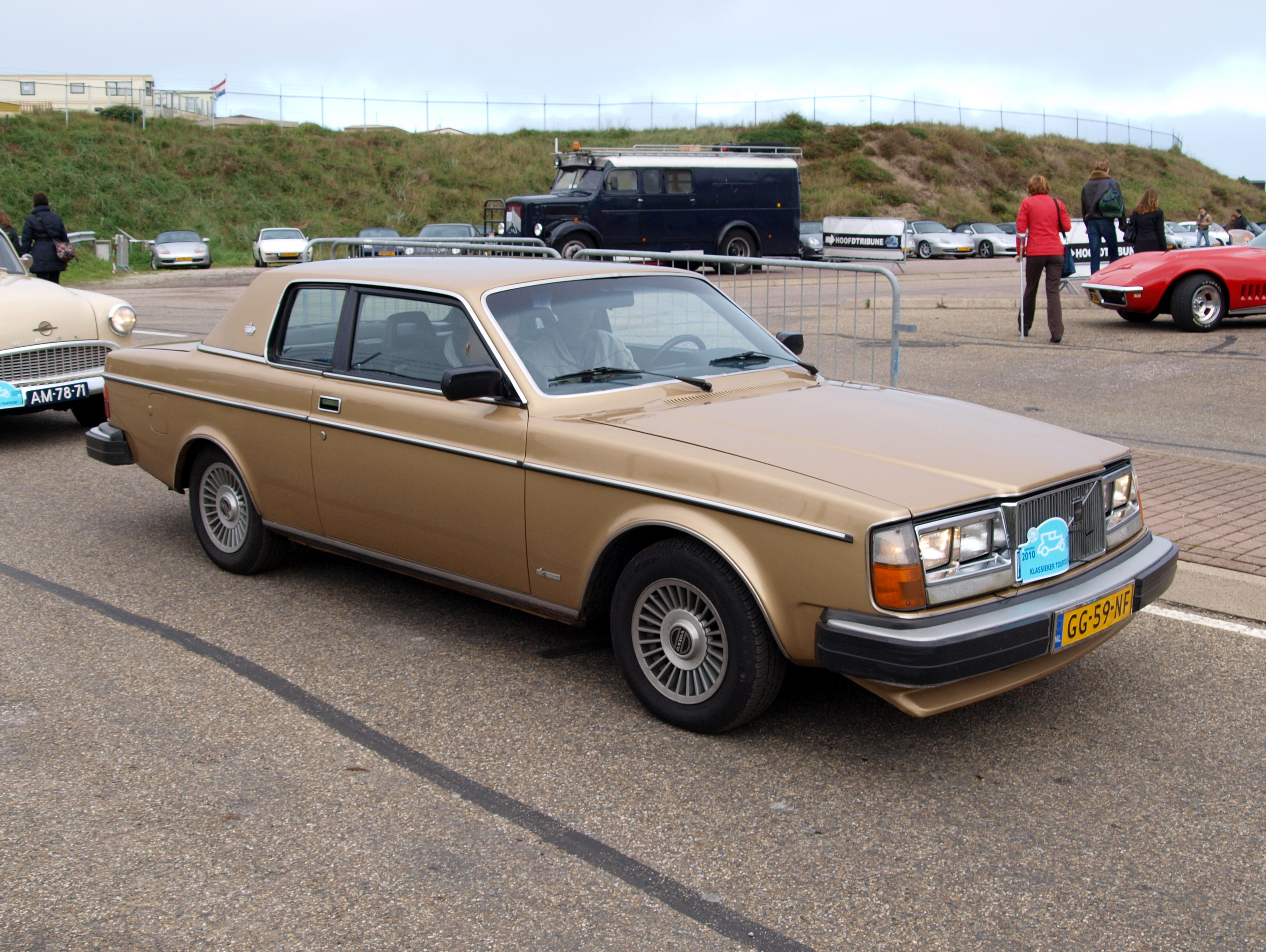
Volvo 262C с фарами для Северной Америки

- 240 Anniversary — в 1977 году эту ограниченную серию Volvo выпустила в честь своего пятидесятилетнего юбилея. Основывалась на седане 244DL, была окрашена в серебристый металлик с чёрными и золотыми полосами по бокам. В десять разных стран из Швеции было экспортировано по 50 машин, в результате чего собрали всего 500 автомобилей.
- 240 Jubileum — эта юбилейная версия была выпущена к шестидесятилетию Volvo в 1987 году. Как и на пятидесятую годовщину, она была основана на 244 DL. На этот раз была доступна как в исполнении седан, так и универсал.
- 240 Torslanda — специальная версия, выпускавшаяся в 1992—1993 г.г. в одноимённом городе для шведского рынка (хотя ограниченно продавалась и в других северных странах). Производилась только в кузове универсал, отличалась особыми полосками чуть выше пластиковых накладок на порогах. С кузова были удаленны все хромовые детали. «Torslanda» предназначалась специально для северного климата, поэтому комплектовалась подогревом сидений. При этом в ней не было электростеклоподъёмников, центрального замка и кондиционера.
- 240 Tack (в переводе со швед. tack означает «спасибо») — ограниченная версия, продававшаяся в Японии в 1992—1993 г.г. Отличалась трикотажной плюшевой обивкой салона, имела кондиционер, передние подушки безопасности, подогрев сидений и т. д. Существовало пять вариантов окраски кузова и была доступна в кузовах седан и универсал. На все выпускавшиеся «Tack» ставились двигатели B230F. Тогда же в продаже на японском рынке появилась престижная ограниченная серия «Tack» с надписью «Classic», отличавшаяся чёрной кожаной обивкой салона с деревянной отделкой и легкосплавными дисками «Corona».
- 242 California — ограниченная серия для североамериканского рынка, выпущенная в 1978 году. «California» представляла собой версию 242DL с белой решёткой радиатора, круглыми фарами в белых рамках, бело-оранжевой обивкой салона и дисками BBS[11].
- 262C — двухдверное купе от Carrozzeria Bertone, представленное на Женевском автосалоне 1977 года. Купе 262C обладало такой же колёсной базой, как у модели 264. Линия крыши у купе была ниже чему у остальных седанов Volvo, на базе которых он был построен. Большой наклон лобового стекла, а также широкие задние стойки делали 262C очень похожим на американские купе той эпохи. Изначально 262C предлагалась только в серебристом окрасе с чёрной виниловой крышей, однако в дальнейшем цветовая гамма была расширена[12]. Volvo 262C производился в Турине с 1977 по 1981 год.
- 264 TE — семиместный лимузин, представленный в 1976 году на Парижском автосалоне студией Bertone. Лимузин имел увеличенную колёсную базу до 3430 мм. Король Швеции, Карл XVI Густав использовал один из них, как и большая часть партийного руководства Восточной Германии[13]. До 1981 г. фирма Bertone построила 335 ед.

## В автоспорте
Когда в 1981 году появилось обновленное семейство Volvo 240 с новыми турбированными двигателями, компания Volvo решила подчеркнуть эту особенность в маркетинговых целях. Компания имевшая репутацию производителя безопасных автомобилей, сделала попытку зарекомендовать себя и как производитель автомобилей со спортивным имиджем.

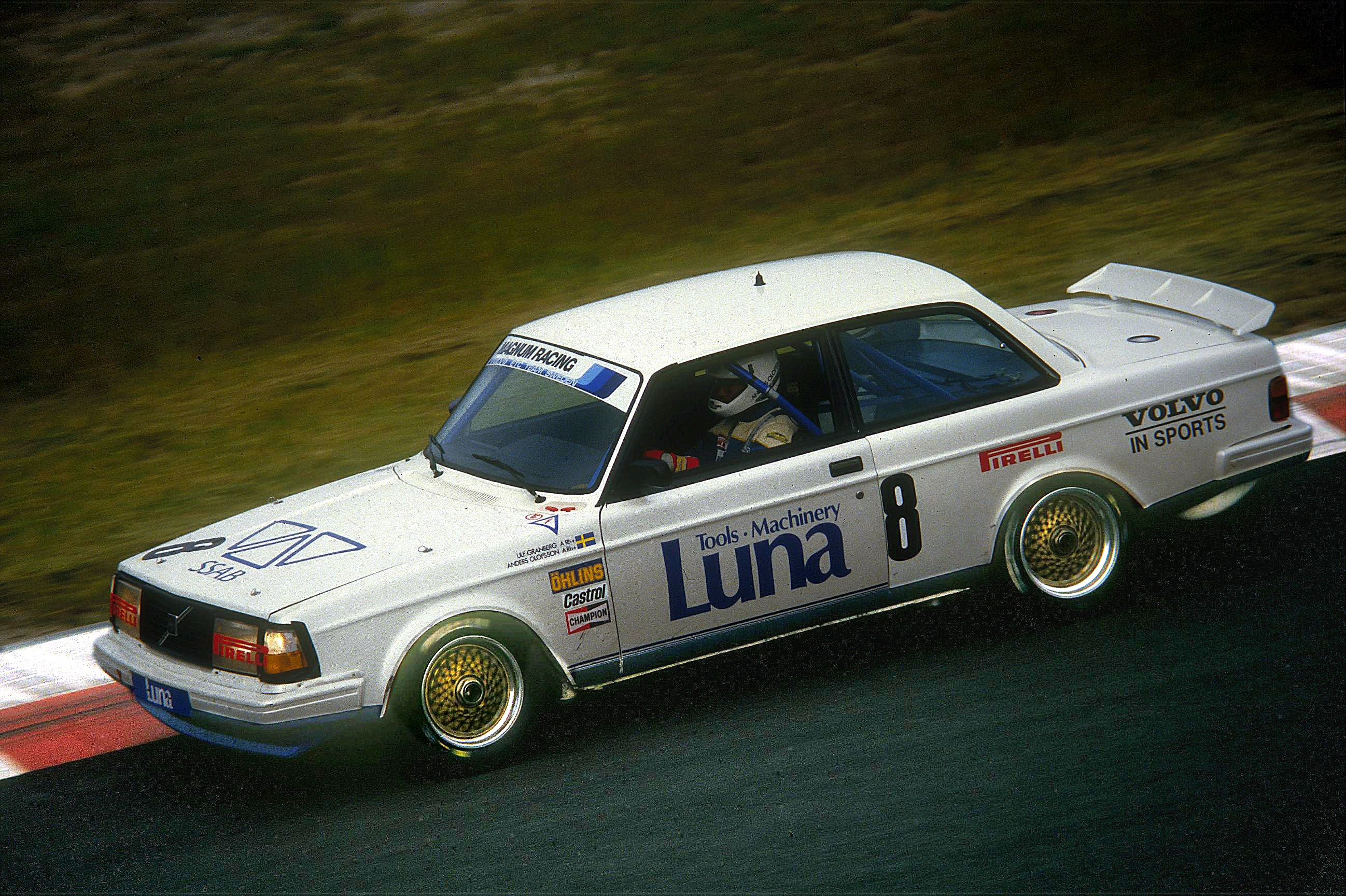
Volvo 240 Turbo на Нюрбургринге (1985 год)

В 1982 году Международная автомобильная федерация (FIA) приняла новые международные правила группы А. Для омологации по ней спортивные автомобили должны были производиться на одном конвейере с серийными машинами марки, требовалось произвести не менее 500 омологационных версий модели, общий тираж которой должен был составлять не менее 5000 экземпляров. Для выполнения этих требований в июле 1983 года 500 изготовленных машин Volvo 240 Turbo Evolution были представлены для проверки комиссии из FIA, подтвердившая соответствие автомобиля требованиям группы А: одна половина автомобилей была выставлена для просмотра на западном, а другая — на восточном побережье США.
Автоспортивная версия Volvo 240 Turbo Evolution оснащалась двигателем с алюминиевой головкой блока цилиндров и кованными поршнями, шатунами и коленвалом. В конструкции двигателя была применена фирменная система Water Turbo Traction, которая предусматривала впрыск воды в систему впуска двигателя. Система впрыска топлива Bosch K-jetronic была произведена на заказ, а турбонагнетатель Garrett создавал давление до 1,5 бар. В результате двигатель объёмом 2,1 литра выдавал около 300 л. с. Он работал в паре с пятиступенчатой коробкой передач Getrag. Максимальная скорость составляла 260 км/ч. Задняя подвеска стала легче на 6 кг, в тормозной системе были применены четырёхпоршневые суппорты и вентилируемые дисковые тормоза. Для снижения веса кузова все съёмные кузовные детали были сделаны из более тонкого металла. Быстрая система заправки позволяла заполнять топливный бак в 120 литров высокооктановым бензином всего за 20 секунд.
В 1984 году на 240 Turbo была добыта первая победа на этапе европейского турингового чемпионата ETCC (12-этапного). Гонку в бельгийском Золдере выиграл шведский экипаж Ульфа Гранберга и Роберта Квиста из команды Magnum Racing. Годом позже интересы шведского автопроизводителя представляла швейцарская команда Eggenberger Motorsport, участвовавшая в турнире под названием Volvo Dealer Team Europe. Гранберг снова выиграл одну гонку, но в паре с другим соотечественником, Андерсом Олофссоном. Гораздо лучше выступил другой экипаж, в составе шведа Томаса Линдстрёма и итальянца Джанфранко Бранкателли, они выиграли ещё шесть этапов из четырнадцати, и стали победителями чемпионата в личном зачёте. При этом компания Volvo среди автопроизводителей заняла только четвёртое место, хотя это было на две строчки выше, чем годом ранее. В 1986 году лучших результатов на модели добились экипажи команды RAS Sport во главе со шведом Томасом Линдстрёмом. Две гонки он выиграл в паре с венесуэльцем Джонни Чекотто, и ещё одну вместе с Ульфом Гранбергом (всего состоялось 14 заездов). В личном зачёте Линдстрём стал шестым, на этом же месте разместился Volvo в зачёте автопроизводителей. В 1987 году пилоты продолжали использовать Volvo 240 Turbo Evolution в ETCC, но побед больше не было.
В тот же временной период модель участвовала в немецких туринговых гонках. В 1984 году дебютировал турнир с названием Deutsche Productionwagen Meistershaft (DPM), в котором стартовали машины группы А. Одну из двенадцати гонок на Volvo 240 Turbo выиграл швед Пер Стуресон. В следующем году он смог стать чемпионом, хотя выиграл только одну гонку из одиннадцати, зато стабильно приезжал к финишу на высоких местах. Кроме него побед в заездах добились немец Хайнц-Фридрих Пейл (две) и швед Пер-Гуннар Андерссон (одну). В 1986 году чемпионат получил название Deutsche Tourenwagen-Meisterschaft (DTM), единственную победу за рулём 240 Turbo смог добыть Пер-Гуннар Андерссон, а по итогам 9-этапного турнира лучше всех расположился Пер Стуресон — четвёртым. В сезоне 1987 побед уже не было, только один бронзовый подиум Стуресона в десяти заездах, Пер вновь стал лучшим из пилотов использующих Volvo, он занял шестое место по итогам года.
Также Volvo 240 Turbo успешно использовался в австралийском туринговом чемпионате ATCC. В сезоне 1985 года новозеландец Робби Францевич выиграл два этапа турнира из десяти и стал пятым в зачёте пилотов. Также ему удалось победить в паре с бельгийцем Мишелем Делькуром в 500-мильной новозеландской гонке Wellington 500, которая проводилась впервые. Через год, в 1986-м, Францевич выиграл австралийский чемпионат ATCC, с тремя победами в десяти этапах.

## Производство
Всего было выпущено 2 862 563 экземпляра Volvo 200 серии всех модификаций. В том числе:
| Модель   | 242     | 244       | 245     | 262   | 262C  | 264     | 265    |
| -------- | ------- | --------- | ------- | ----- | ----- | ------- | ------ |
| Выпущено | 242 621 | 1 483 399 | 959 151 | 3 329 | 6 622 | 132 390 | 35 061 |